# حزب چپ اروپا
حزب چپ اروپا حزبی سیاسی در سطح اروپاست که تجمعی از بعضی احزاب سوسیالیست و کمونیست در کشورهای مختلف اتحادیه اروپا می‌باشد. این حزب در ژانویه ۲۰۰۴ به هدف شرکت در انتخابات پارلمان اروپا در آن سال تشکیل شد. این حزب در ۸ می ۲۰۰۴ در رم رسماً بنیان گذاشته شد.
تعدادی از اعضای این حزب عضو حزب رادیکال‌تر «چپ ضدسرمایه‌داری اروپا» هم هستند.
اولین کنگرهٔ این حزب در ۸ اکتبر ۲۰۰۵ در آتن برگزار شد.

## احزاب عضو
- اتریش: حزب کمونیست اتریش
- جمهوری چک: Strana demokratického socialismu
- استونی: حزب چپ استونی
- فرانسه: حزب کمونیست فرانسه
- آلمان: حزب چپ
- یونان: ائتلاف چپ، جنبش‌های اجتماعی و اکولوژی
- مجارستان: حزب کارگران کمونیست مجارستان
- ایتالیا: حزب نوبنیاد کمونیست
- لوکزامبورگ: چپ
- پرتغال: بلوک چپ
- رومانی: حزب اتحاد سوسیالیستی
- سن مارینو: نوبنیاد کمونیست سن مارینو
- اسپانیا: چپ متحد
- اسپانیا: حزب کمونیست اسپانیا
- اسپانیا: چپ متحد و آلترناتیو
- سوئیس: حزب کارگر سوئیس

## احزاب ناظر
- قبرس: حزب پیشروی مردم کارگر
- جمهوری چک: حزب کمونیست بوهمیا و موراویا
- دانمارک: اتحاد سرخ-سبز
- فنلاند: حزب کمونیست فنلاند
- آلمان: حزب کمونیست آلمان (۱۹۶۸)
- ایتالیا: حزب کمونیست‌های ایتالیا
- اسلواکی: حزب کمونیست اسلواکی
- ترکیه: حزب آزادی و همبستگی